# Малюшицькі
Малюшицькі — волинський шляхетський рід власного герба, що походив з Новогородського воєводства Великого князівства Литовського.
Найвідоміший представник роду Василь Андрійович Малюшицький (п. між 1604 і 1606) був суразьким намісником (1594—1604) князя В.-К.Острозького, «старшим строітелем і патроном острозького шпиталя». У сучасних дослідженнях його ототожнюють з автором полемічних творів Василем Суразьким. Прийнято вважати, що батьками Василя Андрійовича були королівський секретар, писар великий литовський (1574) і новогородський підкоморій (1567–76) Андрій Іванович Обринський (п. 1589) та Марина Іванівна, уроджена княжна Масальська. Припущення про родинний зв'язок між Обринськими та Василем Андрійовичем М. базується на відомостях про те, що Суразький маєток, в якому урядував Василь Андрійович, тривалий час належав родині новогородського підкоморія — Андрія Івановича Обринського. 1580 останній продав свої володіння князю В.-К.Острозькому, який записав їх на Острозьку академію (1585), а через 10 років призначив суразьким управителем саме Василя Андрійовича. Нащадки Василя Андрійовича і його дружини Гальшки (згадана 1594) осіли на Волині й у 1-й пол. 17 ст. перебували при дворах князів Острозьких і Корецьких. Відомо, що один з онуків православного полеміста Костянтин (п. 1668), молоді літа присвятивши військовій службі, наприкінці життя вступив до ордену єзуїтів.
Представники роду М. проживали на Волині та в білоруських землях ВКЛ ще у 18 ст.